# كولوميس
بلدية كولوميس (بالإسبانية: Colomés) هي بلدية تقع في مقاطعة جرندة التابعة لمنطقة كتالونيا شمال شرق إسبانيا.

## الديموغرافيا
بلغ عدد سكان بلدية كولوميس 196 نسمة عام 2011 (وفقاً للمعهد الوطني الإسباني للإحصاء).
| 212 | 204 | 199 | 207 | 203 | 195 | 196 |